# Vojno istražni centar Lora
Vojno istražni centar Lora bio je vojni zatvor u Splitu u kojem je Hrvatska vojska od 1992. do 1997. držala zarobljene neprijateljske vojnike, ali i civile i hrvatske vojnike tijekom Domovinskog rata. U njemu je držano između 100-injak i 500-injak zarobljenika. Istražni centar je bio mjesto ozbiljnih povreda ljudskih prava jer su stražari znali psihički i fizički zlostavljati zatvorenike. Dvoje zatvorenika smrtno je stradalo u vojnom zatvoru Lora. Osam vojnih stražara je optuženo i osuđeno za zločine u Lori.

## Opis zatvora
Zatvor Lora nalazi se u pomorskoj bazi u Splitu.Vojni zatvor smješten je u istočnom dijelu Vojne baze Lora, te se radi o zgradi ograđenoj bodljikavom žicom u kojoj se nalaze kancelarije Vojne policije, te, sa sjeverne strane zgrade ćelije u kojoj su smješteni vojni zatvorenici. Ulaz u ograđeni prostor Vojnog zatvora nalazi se s južne strane. Na ulazu se nalazi metalna kapija visine 1,65 m. Oko zatvora je postavljena ograda od bodljikave žice visine oko 1,70 m. Zbor Narodne Garde i hrvatski MUP vodili su zatvor. Zatvorenici su uglavnom bili pripadnici JNA, no bilo je i civila optuženih zbog djelovanja protiv RH.
Prema izjavama svjedoka, stražari su mučili zatvorenike električnim šokovima dok se nisu onesvjestili. Dvoje svjedoka tvrde da su im proboli uši uz pomoć kvačice za papir.  Neki zatvorenici nisu dobili hranu od dva do četiri dana, a kada su je dobili sastojala se samo od šnite kruha.
Vojnici JNA su premlaćivani; stražari su znali upasti u njihove zatvorske ćelije usred noći i potom ih istući. Udarali su ih i u bubrege i u bedro. Teško ozjeđeni zatvorenici dobili su zdravstvenu njegu u bolnici Firule. Jedan svjedok tvrdi da je bio u bolnici 3 tjedna pod lažnim imenom. Morali su davati izjave da su "četnici" te da su ubili Hrvate i Bošnjake. Dobivali bi upute što su morali reći kada je lokaciju četiri puta posjetio Međunarodni odbor Crvenog križa. Onaj tko je pogriješio je premlaćen. Neki zatvorenici su morali sudjelovati u utkrama na rukama ili koljenima, a gubitnika su stražari premlatili.
Postojale su posebne sobe gdje su stražari sklonili posebno slabe zatvorenike od posjete Crvenog križa. Kada je dvoje zatvorenika preminulo zbog ozljeda, ravnatelj zatvora je smijenjen.

## Suđenja
2001. pojavila se optužnica protiv osmero stražara Lore. Prema njoj, "Tomislav Duić kao zapovjednik, Tonči Vrkić kao njegov zamjenik; Miljeno Bajić, Josip Bikić i Davor Banić, kao pripadnici interventne grupe - voda, te Emilio Bungur, Ante Gudić i Anđelko Botić kao stražari, su bez ikakvog pravnog osnova držali veći broj zatočenih civilnih ososba, uglavnom srpske nacionalnosti, zbog sumnje da su sudjelovali u neprijateljskim djelovanjima protiv RH. Pri tome su vrijeđali njihovo ljudsko dostojanstvo, ponižavali ih, fizički i psihički zlostavljali, mučili i tjelesno kažnjavali - sve do usmrćenja nekih od njih: Gojka Bulovića i Nenada Kneževića."
Županijski sud u Splitu je 2002., nakon zabilježenih nepravilnosti tijekom suđenja, oslobodio optuženike svih optuži. Međutim, Vrhovni sud je poništio tu odluku. Dana 2. ožujka 2006. godine, Predsjednica Vijeća za ratne zločine, sutkinja Spomenka Tonković, objavila je presudu, kojoj je optuženik Tomislav Duić osuđen na kaznu zatvora u trajanju od 8 godina, Vrkić na kaznu zatvora u trajanju od 8 godina, Banić na kaznu zatvora u trajanju od 7 godina, Bajić na kaznu zatvora u trajanju od 6 godina, Bikić na kaznu zatvora u trajanju od 6 godina, Bungur na kaznu zatvora u trajanju od 6 godina, Gudić na kaznu zatvora u trajanju od 6 godina a Botić na kaznu zatvora u trajanju od 6 godina.
Dana 17. svibnja 2006. pokrenut je žalbeni postupak pred Vrhovnim sudom RH, koji je pak odbio žalbe.
Bikiću je izrečena kazna zatvora u trajanju od 4 godine.
Visoki kazneni sud Duiću je 2023. povisio zatvorsku kaznu na 10, a Bunguru na 8 godina, obrazlažući da prvostupanjski sud nije u dovoljnoj mjeri cijenio kao otegotno da su tri ratna zarobljenika, uslijed zadobivenih ozljeda, preminula.

## Filmovi
- "Lora - Svjedočanstva". Dokumentarni film iz 2005. kojeg je režirao Nenad Puhovski.[13]
- "Mučenici". Dokudrama iz 2008. koju je režirao Denis Cvitičanin.[14]

## Vanjske poveznice
- LORA 3 Ispovijesti zatočenika Slobodna Dalmacija
- Opisi uvjeta u Lori Feral Tribune